# Monopyle stenoloba
Monopyle stenoloba är en tvåhjärtbladig växtart som beskrevs av Conrad Vernon Morton. Monopyle stenoloba ingår i släktet Monopyle och familjen Gesneriaceae. Inga underarter finns listade i Catalogue of Life.